# Begg Point
Begg Point – przylądek (point) w kanadyjskiej prowincji Nowa Szkocja, w hrabstwie Pictou (45°36′44″N, 62°44′50″W), wysunięty w rzekę Middle River of Pictou, na jej wschodnim brzegu; nazwa urzędowo zatwierdzona 8 listopada 1948.